# Mortér
 Denne artikel omhandler et våben. Opslagsordet har også en anden betydning, se Morter (krukke).
Mortér eller morter er et krumbanevåben anvendt til at sende granater i en høj, krum bane ind over fjenden.
Første skud efter grovindstillingen er sætteskuddet, der ikke er præcist, men har den rette retning og hvis formål det er at sætte mortéren fast i jorden til de næste skud.
Mortéren består af et tykvægget rør, en bundplade og en sigtemekanisme, der indstiller rørets hældningsgrad. Granaten indeholder både drivladning, brandrør og sprængladning. Mortéren kan også benyttes til lysgranater.
| Våben | Spire Denne artikel om våben er en spire som bør udbygges. Du er velkommen til at hjælpe Wikipedia ved at udvide den. |